# Ligne Hambourg-Venlo
La ligne Hambourg-Venlo est une liaison ferroviaire historique suprarégionale du Nord-Ouest de l'Allemagne (de), qui fait partie du projet ferroviaire transcontinental « Ligne ferroviaire Paris-Hambourg ».
La partie nord-est de la ligne Hambourg-Venlo, aujourd'hui la ligne Wanne-Eickel-Hambourg, est une liaison ferroviaire longue distance très fréquentée et intacte, tandis que la partie ouest, la ligne Haltern-Venlo (de), reste toujours déficitaire et ne dessert le trafic longue distance que de manière limitée jusqu'à la Première Guerre mondiale, lorsqu'elle est remplacée par la nouvelle ligne au XXe siècle, elle devient une ligne régionale et est finalement en grande partie fermée.

## Histoire
Cette ligne est née d'une initiative française visant à construire une liaison ferroviaire directe de Paris à Hambourg avec la possibilité de l'étendre jusqu'en Scandinavie. La ligne ferroviaire Hambourg-Venlo est la seule nouvelle ligne de ce projet à être construite, car il existait déjà plusieurs liaisons de Paris vers la Belgique et le projet d'une ligne de liaison entre Anvers et Venlo est rendu obsolète par le Rhin d'acier, construit entre 1869 et 1879.
Dans le même temps, l'État prussien pose comme condition que cette ligne passe au nord de la Ruhr pour des raisons stratégiques. Les plans ne peuvent être concrétisés qu'après l'annexion du royaume de Hanovre par la Prusse en 1866, lorsque toute la longueur de la ligne peut être construite sur le territoire prussien. La Compagnie des chemins de fer de Cologne-Minden se voit attribuer le contrat de construction et d'exploitation de la ligne Hambourg-Venlo. La construction de la section Est de la ligne commence à la gare de Wanne sur sa ligne principale (Cologne–)Deutz–Minden, qui rejoint ensuite le tracé prévu à la gare d'Haltern am See (de), et à partir de là, la construction continue vers le nord. La construction de la ligne à l'ouest d'Haltern prend du temps car la construction du pont ferroviaire de Wesel (de) prend un temps considérable.
| Date               | Section ouverte de l'itinéraire | Caractéristiques spéciales                    |
| ------------------ | ------------------------------- | --------------------------------------------- |
| 1er janvier 1870   | Wanne-Münster                   |                                               |
| 1er septembre 1871 | Münster–Osnabrück               |                                               |
| 1er décembre 1872  | Hambourg–Harbourg               | Ponts sur l'Elbe (de)                         |
| 15 mai 1873        | Osnabrück–Hemelingen            | Connexion à la gare de Brême                  |
| 16 août 1873       | Hemelingen–Brême                | Gare de Hambourg                              |
| 1er mars 1874      | Haltern-Wesel                   |                                               |
| 1er juin 1874      | Hemelingen/Brême-Harbourg       |                                               |
| 31 décembre 1874   | Wesel-Venlo                     | Pont ferroviaire de Wesel (de), jusqu'en 1945 |

Des liaisons ferroviaires directes sont créées dès qu'une nouvelle section de ligne est mise en service, notamment depuis Cologne et la région de la Ruhr vers le nord, mais aussi depuis Brême ou Hambourg jusqu'à Wesel. Une fois l'ensemble du parcours terminé, des trains express internationaux circulent également entre Hambourg et les Pays-Bas. Comme pour de nombreux grands projets ferroviaires du XIXe siècle, les grands ponts et le tunnel sont conçus pour deux voies, mais la plupart des tronçons du parcours n'ont qu'une seule voie au début de l'exploitation. L'extension à double voie de Wanne à Harbourg a lieu entre 1881 et 1893. Alors que la demande sur la partie ouest de la ligne reste toujours faible en raison de la situation périphérique défavorable, la Deutsche Reichsbahn prévoit déjà dans les années 1920 d'étendre la section Münster–Osnabrück à quatre voies ; Cependant, cette expansion reste à ses débuts en raison de la crise économique mondiale. Après que le Nederlandse Spoorwegen ait interrompu le trafic vers et depuis Venlo en 1936, la partie ouest de la ligne devient une ligne secondaire et est en grande partie fermée après la Seconde Guerre mondiale. La partie Est de la ligne reste cependant la ligne principale et est électrifiée en 1966 et progressivement transformée de 1978 à 1990 en ligne à grande vitesse avec contrôle des trains programmé pour des vitesses allant jusqu'à 200 km/h.
La ligne se termine initialement à la gare de Venlo (de) à Hambourg, ce n'est que plus tard (en 1906) que sont construits le pont d'Oberhafen (de) et la ligne de liaison Hambourg-Altona (de), y compris la gare centrale de Hambourg. La gare de Venlo est également appelée gare de Paris, d'après la liaison longue distance initialement prévue, et à partir de 1892 gare de Hanovre.

## Ponts
La ligne de chemin de fer doit traverser trois fleuves : le Rhin, la Weser et l'Elbe. Les premiers ponts sur l'Elbe d'Hambourg (de) sont construits, achevés en 1872. Il s'agit de la première liaison permanente entre Hambourg et Harbourg. Lors de leur ouverture, ils n'ont aucune connexion avec d'autres parties achevées de la ligne Hambourg-Venlo, mais ils génèrent immédiatement des revenus en tant que connexion entre les lignes ferroviaires Altona-Kiel (de), Lübeck-Hambourg (de) et Berlin–Hambourg et la ligne Lehrte-Hambourg-Harbourg en direction de Hanovre.
Le pont sur le Rhin à Wesel (de) est construit à partir de 1872, après les ponts sur l'Elbe, et est donc le dernier à être achevé. Outre la voie navigable, le chantier est accessible par la ligne d'Hollande (de), qui appartient également à la compagnie ferroviaire de Cologne-Minden. Une fois achevé, ce pont est le plus long pont ferroviaire d'Allemagne (de). Le 10 mars 1945, c'est le dernier pont du Rhin aux mains des Allemands à sauter lors de la retraite de la Wehrmacht.
Le pont Weser à Hemelingen n'est pas un projet de si grande envergure et est déjà le deuxième pont ferroviaire sur la Weser à Brême, après le pont ferroviaire d'Oldenbourg (de) construit en 1866.

## Gares

### Hambourg

Anciennes gares terminus de Hambourg et nouvelle gare centrale de 1906

La gare de Venlo à Hambourg sert non seulement de gare terminus pour la ligne de chemin de fer Hambourg-Venlo mais aussi pour la ligne nord des chemins de fer de l'État de Hanovre, qui se termine auparavant à Harbourg. C'est la gare la plus méridionale des quatre gares terminales qui ne sont reliées entre elles que par des voies de raccordement dans la zone de la rue. Ce n'est qu'en 1906 que la gare centrale de Hambourg est ouverte au nord des quatre gares, qui les remplacent depuis.

### Brême

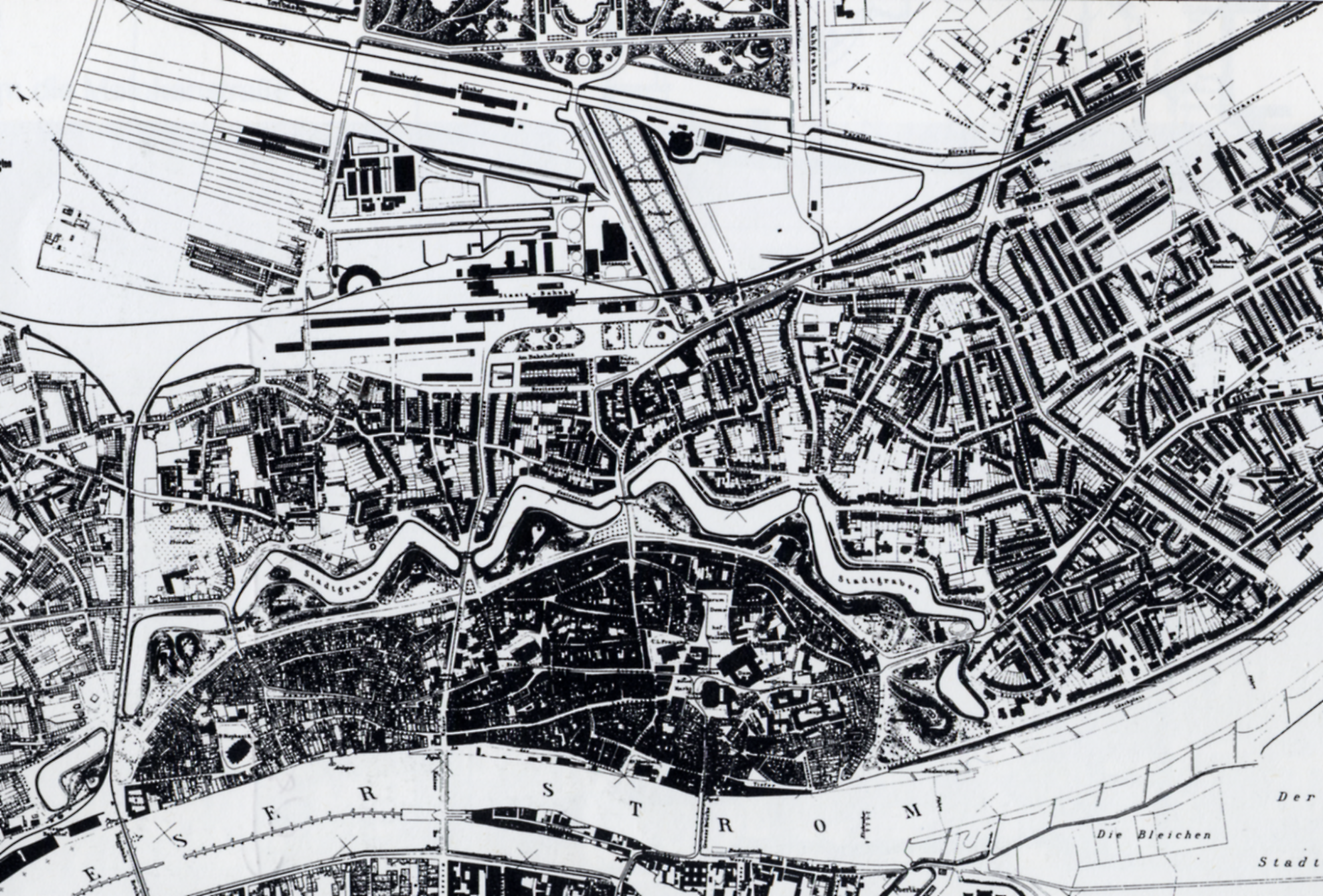
Brême 1884, de haut en bas (NE) : Bürgerpark, gare de Hambourg, gare d'État

Brême est un territoire douanier étranger jusqu'en 1882. C'est pourquoi deux lignes sont construites ici : une ligne de fret pure sans aucune gare, qui longe le territoire d'État de l'époque, et la ligne principale à travers la ville, qui dessert le trafic de passagers et de marchandises. Elle part de la direction d'Osnabrück, à la limite de la banlieue est au nord de la ligne ferroviaire nationale de Hanovre, puis bifurque vers le nord-ouest à l'actuelle rue Am Barkhof. Comme la gare ferroviaire d'État (hanovrienne) de Brême ne peut pas accueillir de trafic supplémentaire, la gare ferroviaire de Hambourg-Venlo, à la limite nord de Bürgerweide, qui est uniquement destinée au trafic de marchandises, est également utilisée provisoirement pour le trafic de voyageurs jusqu'à ce que la gare ferroviaire d'État soit remplacée par la gare principale, plus efficace, en 1889. Par la suite, l'ancienne ligne de Hambourg au nord de Bürgerweide est démantelée.

### Osnabrück
La gare principale d'aujourd'hui est une véritable gare à niveaux (de) qui n'entre en service qu'en 1895. Jusqu'alors, il y a deux gares sur les deux lignes, distantes de quelques centaines de mètres. La gare de Hanovre (de) sur la Wittekindstraße, anciennement Bahnhofstraße, est responsable de la ligne de l'Ouest hanovrien. La gare de Brême de la ligne Hambourg-Venlo est située au nord de l'actuel passage à niveau de la Buerschen Straße. Il ne dispose que d'un bâtiment d'accueil provisoire en bois. Les deux bâtiments prédécesseurs sont fermés au trafic voyageurs lors de l'ouverture de la gare principale.

### Venlo
Le terminus de la ligne ferroviaire Hambourg-Venlo à Venlo est démoli après la fermeture de la section néerlandaise de la ligne ; son site forme désormais le parc Juliana. Elle est donc située perpendiculairement à l'ancienne ligne de chemin de fer toujours existante qui traverse la Meuse dans la ville. La gare (de) était auparavant située plus loin de la ville et est ensuite déplacée de 250 mètres au nord-ouest pour réduire la distance entre les deux gares.

### Gares tour
À plusieurs points de connexion avec d'autres lignes, des installations de gare avec deux niveaux de voies qui se croisent sont construites :
- Osnabrück
- Dülmen (de)
- Hervest-Dorsten (de)
- Menzelen-Ouest (de)

|  |  |

D'autres ponts sont utilisés pour traverser des lignes de chemin de fer, pour la plupart construits plus tard, près de Straelen (ligne de l'arrondissement de Gueldre (de)), à Gueldre (ligne de la rive gauche du Rhin inférieur (de), plus ancien), à Lengerich (ligne Ibbenbüren-Hövelhof (de)), à Hasbergen (ligne de Perm (de)), à Bohmte (ligne de l'arrondissement de Wittlage (de)), à Kirchweyhe (ligne Brême-Thedinghausen (de)), à Brême-Gabelung, à Brême-Mahndorf (ligne de Wunstorf à Brême, plus ancien), à Rotenburg (ligne Bremervörde-Walsrode (de)) et à Buchholz.